# Olivier Weber
Olivier Weber (12 de Junho de 1958) é um escritor, crítico e  jornalista francês. 
Antigo repórter de guerra, desde finais do ano 2000 que se dedica totalmente à escrita, tendo editado romances como "Morte branca", "A Batalha dos Anjos" e "O Falcão Afegão". Mestre de conferências no Institut d'Etudes Politiques de Paris, presidente do Prémio Joseph Kessel é embaixador itinerante de França. A sua obra está traduzida numa dezena de idiomas.

## Biografia
Olivier Weber estudou economia nos Estados Unidos, na Universidade de São Francisco (Business Administration and Management), e em França na Universidade de Nice (DEA, diploma de études approfondies), antropologia na École des hautes études en sciences sociales de Paris (DEA), direito internacional (doutoramento), indonésio e malásio no Institut national des langues et civilisations orientales. Após alguns anos na análise financeira e no ensino, entra para o jornalismo. Parte para a Califórnia em busca de Jack London. Torna-se correspondente de guerra para o The Sunday Times, The Guardian e o Libération, em África e no Médio Oriente, e faz pesquisas para o Les Nouvelles littéraires e o Globe. É nomeado grande repórter pelo magazine Le Point. Segue as suas atividades de escritor, cujo estilo é por vezes comparado ao de Conrad e Cendrars. Desde então percorrer o mundo, dos Estados Unidos à China, de África ao Oriente, tornou-se a sua paixão.
A 29 de setembro de 2008 ele é nomeado embaixador itinerante pelo Conselho de ministros.

## Obras

### Romance, crônicas e ensaios
- Si je t'oublie Kurdistan, L'Aube (2020)
- L'Arrière-pays, Calmann-Lévy (2020)
- Dictionnaire amoureux de Joseph Kessel, Plon (2019)
- Frontières (Paulsen, 2016)
- Jack London, l'Appel du grand ailleurs (Paulsen, 2016)
- L'Enchantement du monde (Flammarion, 2015)
- La Confession de Massoud (Flammarion, 2013)
- Les Impunis (Robert Laffont, 2013)
- Conrad, le voyageur de l'inquiétude (Arthaud-Flammarion, 2012)
- Le Barbaresque (Flammarion, 2011)
- J'aurai de l'or (Robert Laffont, 2008)
- Le Tibet est-il une cause perdue?, Larousse, 2008,
- La mort blanche (Albin Michel, 2007)
- Sur les routes de la soie (avec Reza, Hoëbeke, 2007
- Kessel, le nomade éternel (Arthaud, 2006)
- La bataille des anges (Albin Michel, 2006)
- Le grand festin de l’Orient (Robert Laffont, 2004)
- Routes de la soie (Mille et une nuits, 2004 - essai, avec Samuel Douette)
- Je suis de nulle part : sur les traces d’Ella Maillart, Éditions Payot, 2003
- Humanitaires (Le Félin, 2002)
- La mémoire assassinée (Mille et Une Nuits, 2001)
- Le faucon afghan : un voyage au pays des talibans (Robert Laffont, 2001)
- On ne se tue pas pour une femme (Plon, 2000)
- Les enfants esclaves (Mille et une nuits, 1999)
- Lucien Bodard, un aventurier dans le siècle (Plon, 1997)
- La route de la drogue (Arléa, 1996 - réédité sous le nom de Chasseurs de dragons : voyage en Opiomie (Payot), 2000)
- French doctors : L’épopée des hommes et des femmes qui ont inventé la médecine humanitaire (Robert Laffont, 1995)
- Voyage au pays de toutes les Russies (Éditions Quai Voltaire, 1992)

## Prêmios e distinções
- Prêmio Lazareff 1991
- Prêmio Albert Londres 1992
- Prêmio especial des correspondants de guerre Ouest-France 1997
- Segundo Prêmio des correspondants de guerre 1997
- Prêmio Joseph Kessel 1998
- Prêmio Mumm 1999
- Prêmio de l’aventure 1999
- Lauréat de la Fondation Journaliste demain
- Prêmio Festival international des programmes audiovisuels 2001
- Laurier de l'audiovisuel 2001
- Prêmio Louis Pauwels 2002
- Prêmio especial Festival international de grand reportage d'actualités 2003
- Prêmio do Público del Festival international de grand reportage d'actualités 2003
- Prêmio Cabourg 2004
- Prêmio da academia de Vichy 2005
- Lauréat de la Bourse "Écrivains Stendhal" du ministère des Affaires étrangères 2001 et 2005
- Trophée de l'Aventure pour le film La Fièvre de l'or, adapté de son livre J'aurai de l'or sur l'Amazonie 2008
- Chevalier de la Légion d'honneur en 2009
- Prêmio Terra Festival 2010
- Prêmio Amerigo Vespucci 2011
- Prêmio Romancistas 2016
- Prêmio Livro Europeia e Mediterrânica 2017